# バンクシー・ミュージアム
バンクシー・ミュージアムは、2024年5月にアメリカ合衆国ニューヨークのソーホーに開館した、正体不明のストリート・アーティスト、バンクシー作品のレプリカばかり展示しているミュージアムと名が付いた展示会である。「バンクシーが無いバンクシーのミュージアム」とも言える。バンクシーの作品の中でも、167の実物大の壁画ストリート・アートのレプリカを揃えてあるとされ、撤去されたり、売却されたり、破壊されたり、訪れることが難しかったりするなど、一般人が鑑賞することが難しいまたはもう出来なくなった作品のレプリカが多く含まれているという。ミュージアムの公式ウェブサイトでは、「非公認展示会」としているが、誰が公認していないのかは明言していない。

## 展示作品
バンクシーの代表的な作品である、風船と少女やラブ・イズ・イン・ジ・エアを始め、ウクライナでロシアの侵攻中に描かれた逆立ちでバランスを取る体操選手、ネックカラーを付けてリボンの演技をする新体操選手、子供が大人の柔道選手を投げ技で一本を取っているものなど比較的近年の壁画も再現されているという。
パレスチナのヨルダン川西岸地区ベツレヘムで描かれた、兵士のボディチェックをしている少女 (Girl Frisking Soldier) 、ここでは防弾チョッキを纏わなくてはならない平和の象徴ハト（The Armored Dove)、分離壁に穴が開いてビーチを見ることが出来る少年たち(Beach Boys)、世界一眺めが悪いホテルの俗称で知られる「ザ・ウォールド・オフ・ホテル」の一室に描かれた、兵士と抵抗活動家がピロー・ファイトを繰り広げる様子の壁画も再現されている。
同じくパレスチナのガザ地区で、イスラエル国防軍に破壊された廃墟に描かれた女神がむせび泣く様子を描いたWeeping Goddessのレプリカも展示されている。
また、壁画以外にも、芝のモヒカン刈りを纏ったウインストン・チャーチル (Turf War)や、火炎瓶を持った熊のぬいぐるみ(ザ・マイルド・マイルド・ウエスト)などに代表される、一連のバンクシーのスクリーン・プリントも展示されている。

## レプリカ制作者たち
ミュージアムの専門家で館長の、ウィリアム・ミード (William Meade) は、レプリカは10人の匿名のストリート・アーティストによって再現されたと主張しており、彼らが誰であるかは知らないとも主張している。

## ニューヨーク以外の展示会
既に、バルセロナ、ブルッセル、クラクフ、パリで同様の展示会が行われた。ニューヨークの展示会は作品数で最大規模だと言い、ニューヨークの後はアメリカ合衆国西海岸での展示を目指していると言う。